# NDUFAF3
NDUFAF3 (англ. NADH:ubiquinone oxidoreductase complex assembly factor 3) – білок, який кодується однойменним геном, розташованим у людей на короткому плечі 3-ї хромосоми.  Довжина поліпептидного ланцюга білка становить 184 амінокислот, а молекулярна маса — 20 350.
| 10         |  | 20         |  | 30         |  | 40         |  | 50         |
| ---------- |  | ---------- |  | ---------- |  | ---------- |  | ---------- |
| MATALALRSL |  | YRARPSLRCP |  | PVELPWAPRR |  | GHRLSPADDE |  | LYQRTRISLL |
| QREAAQAMYI |  | DSYNSRGFMI |  | NGNRVLGPCA |  | LLPHSVVQWN |  | VGSHQDITED |
| SFSLFWLLEP |  | RIEIVVVGTG |  | DRTERLQSQV |  | LQAMRQRGIA |  | VEVQDTPNAC |
| ATFNFLCHEG |  | RVTGAALIPP |  | PGGTSLTSLG |  | QAAQ       |  |            |

A: Аланін

C: Цистеїн

D: Аспарагінова кислота

E: Глутамінова кислота

F: Фенілаланін

G: Гліцин

H: Гістидин

I: Ізолейцин

L: Лейцин

M: Метіонін

N: Аспарагін

P: Пролін

Q: Глутамін

R: Аргінін

S: Серин

T: Треонін

V: Валін

W: Триптофан

Задіяний у такому біологічному процесі як альтернативний сплайсинг. 
Локалізований у ядрі, мембрані, мітохондрії, внутрішній мембрані мітохондрії.